# 相模原市立田名中学校
相模原市立田名中学校（さがみはらしりつ たなちゅうがっこう）は、神奈川県相模原市中央区田名にある公立中学校。

## 生徒数・学級数
- 本校の生徒数は全学年合計で732人。学級数は全学年合計で24学級となっている。（2022年〈令和4年〉5月1日現在）

## 通学区域
- 相模原市緑区[1]
  - 田名2211〜2213・2226・2327の8・2327の12・2329・2331〜2337・2339・ 2340・2342の3・2344の2・2392・2393の5〜7・2394・2397〜2418・2426の2・2427の2・2428の2・2429の2・2430の3〜5
- 相模原市中央区
  - 水郷田名1丁目
  - 水郷田名2丁目
  - 水郷田名3丁目
  - 水郷田名4丁目
  - 田名1167〜2178・2214・2218〜2225・2227〜2246・2275〜2327の7・2327の9〜11・2328・2330・2430の1・2464〜2469・2474〜2494の1・2976〜3495・3534〜3564・3589〜3987の1・4003の1・4006の4・4006の5・4007の1・4008〜4187・4188の2〜6812・6813の3・6814の3・6819〜6852・7567の3・ 7567の6・7567の9・7568の3・7569の3・7570・7571の1・7572の3・7572の6・7573〜7577の1・7578の1・7579の3・ 7580の3・7581〜7603の1・7605の1・7606の3・7607〜7623の1・7624の3・7625の3・7626の3・7627の3・7628の3・7629の3・7630の3・7631の3・7632の3・7633の3・7634の3・7635の3・7636〜9963・9964の3・9965の3・9966・9967の3・9968の3・9969の3・9970・9971・9973の3・9974の3・9976の3・9977の3・9978の3・9981の2・10004の3・10005の3・10008の3・10009の3・10012の3・10013の3・10014・10015・10018〜10044・10333〜11991
  - 田名塩田1丁目
  - 田名塩田2丁目
  - 田名塩田3丁目
  - 田名塩田4丁目

## 進学前小学校
- 相模原市中央区
  - 相模原市立新宿小学校（一部は相模原市立上溝南中学校へ）
  - 相模原市立田名小学校
  - 相模原市立田名北小学校
- 相模原市南区
  - 相模原市立夢の丘小学校（一部は相模原市立上溝南中学校・相模原市立相陽中学校へ）

## 交通アクセス
- 淵野辺駅（JR横浜線）・相模原駅（JR横浜線）・上溝駅（JR相模線）から神奈川中央交通バスに乗車、「四ツ谷」バス停より徒歩3分。

## 著名な出身者
- 平本世中 - プロゴルファー